# Чемпионат Европы по волейболу среди женщин 2001
22-й чемпионат Европы по волейболу среди женщин прошёл с 22 по 30 сентября 2001 года в двух городах Болгарии (Варне и Софии) с участием 12 национальных сборных команд. Чемпионский титул в 4-й раз в своей истории и в 3-й раз подряд выиграла сборная России.

## Команды-участницы
Болгария — страна-организатор;
Россия, Хорватия, Италия — по итогам чемпионата Европы 1999 года;
Франция, Румыния, Германия, Нидерланды, Польша, Чехия, Украина, Греция — по итогам квалификации.

## Система проведения чемпионата
12 финалистов чемпионата Европы на предварительном этапе были разбиты на две группы. По две лучшие команды из групп стали участниками плей-офф за 1—4-е места. Итоговые 5—8-е места также по системе плей-офф разыграли команды, занявшие в группах 3—4-е места.

## Города и игровые арены
Соревнования прошли в игровых залах двух городов Болгарии — Варны и Софии.
- Варна.

Во Дворце культуры и спорта прошли матчи группы «А» предварительного этапа и плей-офф чемпионата. Дворец построен в 1968 году. Вместимость трибун — 5500 зрителей.
- София.

В Софии прошли матчи группы «B» предварительного этапа чемпионата.

## Предварительный этап

### Группа А
Варна
| М | Команда  | 1   | 2   | 3   | 4   | 5   | 6   | И | В | П | С/П  | О  |
| - | -------- | --- | --- | --- | --- | --- | --- | - | - | - | ---- | -- |
| 1 | Россия   |     | 3:0 | 3:0 | 3:0 | 3:0 | 3:0 | 5 | 5 | 0 | 15:0 | 10 |
| 2 | Болгария | 0:3 |     | 3:1 | 3:2 | 3:0 | 3:1 | 5 | 4 | 1 | 12:7 | 9  |
| 3 | Румыния  | 0:3 | 1:3 |     | 3:0 | 3:1 | 3:0 | 5 | 3 | 2 | 10:7 | 8  |
| 4 | Франция  | 0:3 | 2:3 | 0:3 |     | 3:1 | 3:2 | 5 | 2 | 3 | 8:12 | 7  |
| 5 | Чехия    | 0:3 | 0:3 | 1:3 | 1:3 |     | 3:1 | 5 | 1 | 4 | 5:13 | 6  |
| 6 | Греция   | 0:3 | 1:3 | 0:3 | 2:3 | 1:3 |     | 5 | 0 | 5 | 4:15 | 5  |

22 сентября: Россия — Франция 3:0 (25:23, 25:22, 25:16); Румыния — Чехия 3:1 (25:21, 24:26, 25:21, 25:22); Болгария — Греция 3:1 (21:25, 25:15, 25:22, 25:16).
23 сентября: Франция — Чехия 3:1 (25:19, 25:19, 24:26, 25:19); Россия — Греция 3:0 (25:13, 25:20, 25:19); Болгария — Румыния 3:1 (25:20, 16:25, 25:20, 25:17).
24 сентября: Россия — Чехия 3:0 (25:12, 25:15, 25:13); Румыния — Греция 3:0 (26:24, 25:15, 29:27); Болгария — Франция 3:2 (25:16, 19:25, 20:25, 25:20, 15:13).
26 сентября: Россия — Румыния 3:0 (25:17, 25:13, 25:10); Франция — Греция 3:2 (16:25, 25:23, 24:26, 25:20, 15:11); Болгария — Чехия 3:0 (25:19, 25:21, 25:23).
27 сентября: Румыния — Франция 3:0 (25:21, 25:15, 25:12); Чехия — Греция 3:1 (25:18, 23:25, 25:20, 25:13); Россия — Болгария 3:0 (25:22, 25:16, 25:12).

### Группа В
София
| М | Команда    | 1   | 2   | 3   | 4   | 5   | 6   | И | В | П | С/П   | О  |
| - | ---------- | --- | --- | --- | --- | --- | --- | - | - | - | ----- | -- |
| 1 | Италия     |     | 3:0 | 3:2 | 3:1 | 3:1 | 3:0 | 5 | 5 | 0 | 15:4  | 10 |
| 2 | Украина    | 0:3 |     | 2:3 | 3:2 | 3:0 | 3:1 | 5 | 3 | 2 | 11:9  | 8  |
| 3 | Нидерланды | 2:3 | 3:2 |     | 3:0 | 1:3 | 1:3 | 5 | 2 | 3 | 10:11 | 7  |
| 4 | Польша     | 1:3 | 2:3 | 0:3 |     | 3:0 | 3:1 | 5 | 2 | 3 | 9:10  | 7  |
| 5 | Хорватия   | 1:3 | 0:3 | 3:1 | 0:3 |     | 3:2 | 5 | 2 | 3 | 7:12  | 7  |
| 6 | Германия   | 0:3 | 1:3 | 3:1 | 1:3 | 2:3 |     | 5 | 1 | 4 | 7:13  | 6  |

22 сентября: Германия — Нидерланды 3:1 (24:26, 25:22, 25:15, 25:18); Италия — Польша 3:1 (25:17, 25:15, 20:25, 25:21); Украина — Хорватия 3:0 (27:25, 25:16, 25:16).
23 сентября: Польша — Германия 3:1 (19:25, 25:19, 26:24, 25:16); Италия — Украина 3:0 (27:25, 25:21, 25:15); Хорватия — Нидерланды 3:1 (29:27, 22:25, 25:20, 25:18).
24 сентября: Украина — Польша 3:2 (25:14, 19:25, 23:25, 25:16, 15:11); Италия — Нидерланды 3:2 (20:25, 17:25, 26:24, 25:16, 15:11); Хорватия — Германия 3:2 (28:30, 25:20, 25:11, 20:25, 15:12).
26 сентября: Нидерланды — Украина 3:2 (20:25, 25:20, 31:29, 22:25, 16:14); Италия — Германия 3:0 (25:19, 25619, 25:17); Польша — Хорватия 3:0 (25:15, 30:28, 25:18).
27 сентября: Украина — Германия 3:1 (25:23, 22:25, 25:19, 25:21); Италия — Хорватия 3:1 (25:22, 20:25, 25:17, 25:14); Нидерланды — Польша 3:0 (25:18, 26:24, 25:19).

## Плей-офф
Варна

### Полуфинал за 1—4 места
29 сентября
Россия — Украина 3:0 (25:18, 25:19, 25:17)
Италия — Болгария 3:0 (25:18, 25:12, 25:21)

### Полуфинал за 5—8 места
29 сентября
Польша — Румыния 3:0 (25:20, 25:22, 25:21)
Нидерланды — Франция 3:2 (24:26, 25:23, 27:25, 21:25, 15:11)

### Матч за 7-е место
30 сентября
Румыния — Франция 3:1 (25:18, 22:25, 25:19, 25:23)

### Матч за 5-е место
30 сентября
Нидерланды — Польша 3:2 (25:22, 22:25, 25:19, 21:25, 15:9)

### Матч за 3-е место
30 сентября
Болгария — Украина 3:1 (25:23, 22:25, 25:21, 25:21)

### Финал
| 30 сентября 2001 | \| Россия \| 3:2 \| Италия \| \| Елена Василевская (1) Елена Година (16) Наталья Морозова (5) Любовь Шашкова (22) Елизавета Тищенко (17) Евгения Артамонова (13) Елена Тюрина (либеро) Татьяна Грачёва Ольга Поташова Елена Плотникова Инесса Саргсян \| Голы \| Элиза Тогут (24) Мануэла Леджери (18) Дарина Мифкова (14) Сильвия Кроатто (12) Элеонора Ло Бьянко ........... \| | Варна Дворец культуры и спорта 2750 зрителей                                                                  |
| Счёт по партиям — 21:25, 25:23, 25:23, 18:25, 15:6. Время матча — 1 час 45 минут. Судьи: Стоян Стоянов, Филипп Вереке.                                                                                               | | |
| Россия | 3:2 | Италия |
| Елена Василевская (1) Елена Година (16) Наталья Морозова (5) Любовь Шашкова (22) Елизавета Тищенко (17) Евгения Артамонова (13) Елена Тюрина (либеро) Татьяна Грачёва Ольга Поташова Елена Плотникова Инесса Саргсян | Голы | Элиза Тогут (24) Мануэла Леджери (18) Дарина Мифкова (14) Сильвия Кроатто (12) Элеонора Ло Бьянко ........... |

## Итоги

### Положение команд
| Россия        | 7. Румыния      |
| Италия        | 8. Франция      |
| Болгария      | 9—10. Хорватия  |
| 4. Украина    | 9—10. Чехия     |
| 5. Нидерланды | 11—12. Германия |
| 6. Польша     | 11—12. Греция   |

### Призёры
Россия: Ольга Поташова, Наталья Морозова, Елена Тюрина, Любовь Шашкова, Елена Година, Евгения Артамонова, Елизавета Тищенко, Елена Василевская, Екатерина Гамова, Татьяна Грачёва, Инесса Саргсян, Елена Плотникова. Главный тренер — Николай Карполь.
  Италия: Ваня Беккариа, Мауриция Каччатори, Паола Кардулло, Сильвия Кроатто, Мануэла Леджери, Элеонора Ло Бьянко, Анна Ваня Мелло, Дарина Мифкова, Паола Паджи, Франческа Пиччинини, Симона Риньери, Элиза Тогут. Главный тренер — Марко Бонитта.
  Болгария: Елена Арсова, Анета Германова, Илияна Гочева, Радостина Градева, Марина Георгиева, Анна Миланова, Нели Маринова, Илияна Петкова, Эмилия Серафимова, Ваня Соколова, Десислава Величкова, Антонина Зетова. Главный тренер — Эмил Тренев.

### Индивидуальные призы
MVP:  Антонина Зетова
Лучшая нападающая:  Елизавета Тищенко
Лучшая блокирующая:  Мануэла Леджери
Лучшая на подаче:  Любовь Шашкова
Лучшая в защите:  Эрна Бринкман
Лучшая связующая:  Ирина Жукова
Лучшая на приёме:  Любовь Шашкова
Самая результативная:  Антонина Зетова